# Адем Азіл
Адем Азіл (раніше - Abdelrahman Elgamal (араб. عبد الرحمن الجمل); нар. 21 лютого 1999 — Александрія, Єгипет) — єгипетський та турецький гімнаст. Призер чемпіонату Європи в командній першості та на поперечині за команду Туреччини.

## Біографія
Народився Абделрахман Елгамал в Александрії, Єгипет. Спортивною гімнастикою займається з чотирирічного віку. У 2017 році переїхав до Туреччини, залишивши батьків у Єгипті. Після отримання турецького громадянства з 2020 року представляє Туреччину.
У 2021 році змінив ім'я на Адем Азіл.

## Кар'єра

#### 2017
У складі збірної Єгипту брав участь у кубку виклику в Парижі, де зупинився за крок до фіналу вправ на кільцях.
На кубку виклику в Варні відібрався до двох фіналів: п'ятим був в опорному стрибку та сьомим на кільцях.
На чемпіонаті світу, що проходив у жовтні в Монреалі, Канада, до фінальної стадії змагань не кваліфікувався.

#### 2020
Дебютував за збірну Туреччини на етапі кубку світу в Баку, Азербайджан, де через коронавірус результати було встановлено за підсумками кваліфікації: вперше в кар'єрі здобув на етапі кубку світу перемогу у вільних вправах.
У грудні під час пандемії коронавірусу на чемпіонаті Європи в Мерсіні, Туреччина, виступав на турнірі з травмою щиколотки. У кваліфікації продемонстрував четвертий результат у вільних вправах, що вважає одним з найкращих моментів турніру. Однак, через травму щиколотки змушений був відмовитись від виконання вільних вправ у командній першості, що не завадило здобути срібну нагороду в командній першості спільно з Ферхатом Аріканом, Ахметом Ондером, Ібрагімом Чолаком та Умітом Самілоглу, що стала першою нагородою Туреччини в командній першості.

#### 2021
У квітні на чемпіонаті Європи в Базелі, Швейцарія, у кваліфікації багатоборства з результатом 84,032 балів посів п'яте місце та став другим гімнастом, який не мав олімпійської особистої ліцензії або не брав участі у здобутті командної ліцензії, що дало змогу здобути збірній Туреччині ліцензію у багатоборстві на Олімпійські ігри в Токіо, Японія. У фіналі багатоборства отримав травму під час виконання вправи на коні та змушений був знятися. У фіналі вправ на поперечині виборов бронзову нагороду, що стала першою в кар'єрі нагородою континентальної першості.

## Результати на турнірах
| Рік              | Змагання                    | КБ | ІБ  | Вільні вправи | Кінь | Кільця | Опорний стрибок | Паралельні бруси | Перекладина |
| ---------------- | --------------------------- | -- | --- | ------------- | ---- | ------ | --------------- | ---------------- | ----------- |
| Збірна Єгипту    |                             |    |     |               |      |        |                 |                  |             |
| 2017             | Кубок виклику в Парижі      |    |     |               |      | 9      |                 |                  |             |
| 2017             | Кубок виклику у Варні       |    |     |               |      | 7      | 5               |                  |             |
| 2017             | Чемпіонат світу             |    | 37  | 100           | 51   | 30     |                 | 81               | 118         |
| Збірна Туреччини |                             |    |     |               |      |        |                 |                  |             |
| 2020             | Кубок світу в Баку*         |    |     | 1             |      |        | 7               |                  |             |
| 2020             | Чемпіонат Європи            | 2  | 1   | 4             | 28   | 4      | 7               | 11               | 4           |
| 2021             | Чемпіонат Європи            |    | DNF | 6             | 48   | 9      |                 | 16               | 3           |
| 2021             | Кубок виклику в Осієці      |    |     | 6             |      | 3      | 2               |                  | 3           |
| 2021             | Кубок світу в Досі          |    |     | 4             |      |        | 4               |                  | 9           |
| 2021             | Олімпійські ігри            |    | 15  | 24            | 61   | 7      | 6               | 42               | 13          |
| 2021             | Чемпіонат світу             |    | 11  | 18            | 52   | 10     | 9               | 28               | 17          |
| 2022             | Кубок світу в Коттбусі      |    |     |               |      | 4      | 3               |                  |             |
| 2022             | Кубок світу в Баку          |    |     | 8             |      | 6      |                 |                  |             |
| 2022             | Кубок виклику в Осіку       |    |     | 2             |      | 1      | 3               |                  | 5           |
| 2022             | Середземноморські ігри      | 1  | 1   | 3             |      | 2      | 1               |                  | 2           |
| 2022             | Ісламські ігри солідарності | 1  | 1   | 3             |      | 1      | 2               |                  | 7           |
| 2022             | Чемпіонат Європи            | 3  | 3   | 6             | 27   | 2      | 11              | 15               | 60          |
| 2022             | Кубок виклику в Парижі      |    |     |               |      | 1      | 1               |                  |             |
| 2022             | Кубок виклику в Мерсіні     |    |     | 2             |      | 1      | 8               |                  | 2           |
| 2022             | Чемпіонат світу             | 11 | 14  | 17            | 48   | 1      | 9               | 115              | 28          |
| 2023             | Кубок світу в Котбусі       |    |     |               |      | 5      | 14              |                  |             |
| 2023             | Кубок світу в Досі          |    |     | 5             |      | 2      | 15              | 8                | 4           |
| 2023             | Чемпіонат Європи            | 2  | 1   | 16            | 59   | 1      | 5               | 17               | 21          |
| 2023             | Універсіада                 | 9  |     |               |      | 3      | 5               |                  |             |
| 2024             | Кубок виклику в Анталії     |    |     | 1             |      | 2      |                 |                  |             |
| 2024             | Чемпіонат Європи            |    | 9   |               |      | 3      |                 |                  |             |

- результати встановлено за підсумками кваліфікації[4]